# Groupe Latécoère
Die Groupe Latécoère ist ein börsennotiertes Luftfahrtunternehmen aus Toulouse, Frankreich, mit Niederlassungen in Spanien, Brasilien, den USA, Deutschland, Tunesien und Tschechien. Im Jahr 2011 beschäftigte Latécoère 4.764 Angestellte und hatte einen Jahresumsatz von 379,8 Millionen Euro.
Das Unternehmen wurde 1917 von Pierre-Georges Latécoère gegründet. Bis zum Ende des Zweiten Weltkriegs stellte es vor allem Flugboote her. Der Name Latécoère (Laté) wird in Frankreich bis heute mit der Pionierzeit der Luftfahrt in Verbindung gebracht.
Heute werden bei Latécoère Rumpfsegmente und Flugzeugtüren für zivile und militärische Flugzeugtypen der Hersteller Airbus, Boeing, Bombardier, Embraer und Groupe Dassault hergestellt. Das Tochterunternehmen Latelec stellt Flugzeug-Kabelbäume und Avionik her. Weitere Tochterunternehmen sind CCA, LAtecis und Latécoère Aéroservices. Im Jahr 2000 kaufte man einen Teil des tschechischen Flugzeugherstellers Letov.